# جورج ارتل
جورج ارتل (انگلیسی: Georg Ertl; ۱۷ مارس ۱۹۰۱ – ۲۲ اکتبر ۱۹۶۸) بازیکن فوتبال اهل آلمان بود.
از باشگاه‌هایی که در آن بازی کرده‌است می‌توان به باشگاه فوتبال بایرن مونیخ و باشگاه فوتبال مونیخ ۱۸۶۰ اشاره کرد.
وی همچنین در تیم ملی فوتبال آلمان بازی کرده‌است.